# Antônio Carlos Biffi
Antônio Carlos Biffi (Tupã, 9 de março de 1952) é um político brasileiro. De origem italiana, é professor de ensino de primeiro e segundo graus e foi deputado federal eleito pelo estado do Mato Grosso do Sul.
Em Tupã, cursou pedagogia na Faculdade de Filosofia, Ciências e Letras, de 1971 a 1973. Durante o governo de Zeca do PT, foi secretário de administração estadual, de 1999 a 2000 e secretário de educação de 2001 a 2002. Foi deputado federal entre 2003 e 2011.
Em 2003, participou inicialmente do manifesto "Tomar o Rumo do Crescimento, Já!" que apresentava críticas à política econômica do governo Lula e às reformas da previdência e tributária. Entretanto, após reunião com o então ministro da Casa Civil, José Dirceu, Antônio Carlos Biffi retirou seu nome do manifesto. Após o caso, Biffi alegou desconhecer o conteúdo do documento.
Segundo a Polícia Federal, Antônio Carlos Biffi seria um dos deputados a receber mensalão no esquema comandado por Zeca do PT, e que teria desviado cerca de R$ 30 milhões de dinheiro público. O inquérito foi encaminhado à Procuradoria Geral da República. Entre agosto de 2004 e março de 2005, o deputado Antônio Carlos Biffi teria recebido mensalmente R$ 25 mil.
Em 2006 um vereador de Coxim foi preso sob a acusação de compra de votos para o deputado Antônio Carlos Biffi.
Votou pela recriação da Contribuição Provisória sobre Movimentação Financeira - CPMF, com o nome de Contribuição Social para a Saúde - CSS. Na ocasião, por apenas três votos, o imposto que inicialmente era provisório, foi mantido.
Votou a favor da suspensão da CPI do apagão aéreo em 2007.
Votou pelo fim do voto secreto no legislativo.

## Filiações Partidárias[3]
- 1986-1987 - PMDB
- 1988-2017 - PT
- 2017-Atual - PDT[14]